# Fedor Schuchardt

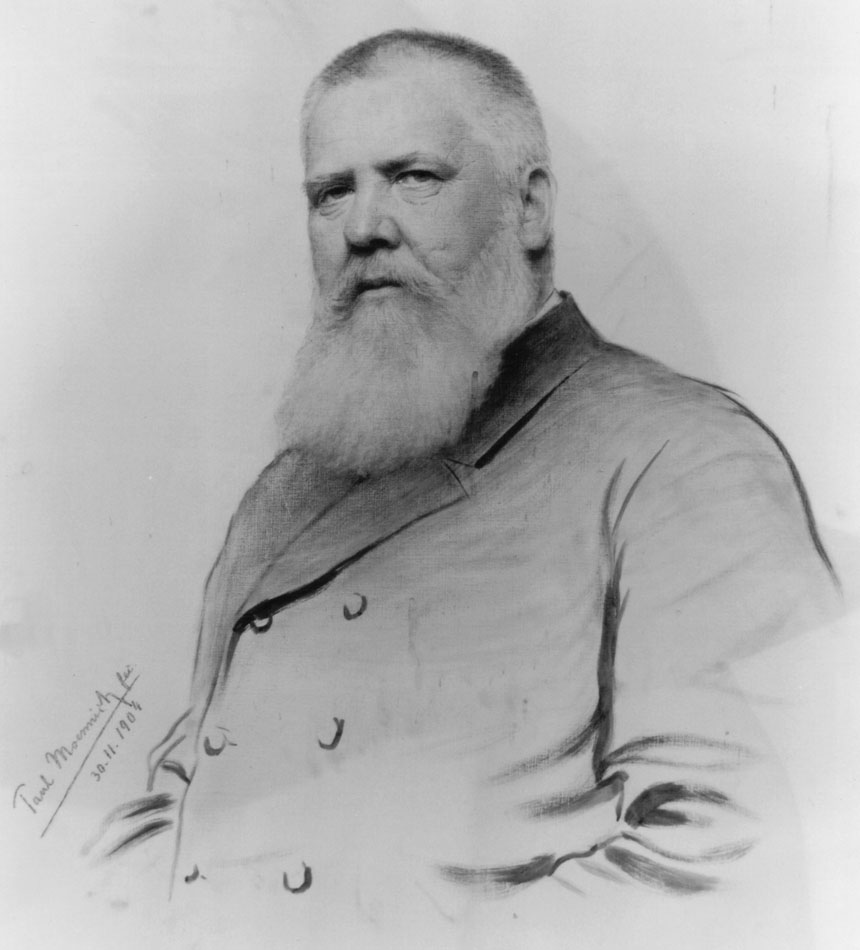
Fedor Schuchardt, Ölzeichnung von Paul Moennich (1904)

Fedor Schuchardt (* 3. August 1848 in Saalburg; † 7. November 1913 in Gehlsdorf) war ein deutscher Psychiater.

## Leben
Fedor Schuchardt besuchte das Gymnasium in Gera und studierte dann in Jena, Berlin, Freiburg und Straßburg Medizin. Er war Assistenzarzt an der medizinischen Klinik in Straßburg und an der Provinzial-Irrenanstalt Andernach. 1880 wurde er in Straßburg zum Dr. med. promoviert. Von 1882 bis 1886 arbeitete er als Arzt in der Irrenanstalt in Bonn. Danach wurde er Direktor der Mecklenburgischen Irrenanstalt Sachsenberg.
1895 wurde Schuchardt zum ordentlichen Professor für Psychiatrie in Rostock ernannt. Gleichzeitig wurde er Direktor der Irrenanstalt Gehlsheim in Gehlsdorf bei Rostock. Im Sommersemester 1908 wurde Schuchardt zum Rektor der Universität gewählt.
Von 1888 bis 1903 war Schuchardt Redakteur für die Jahresberichte über die psychiatrische Literatur der "Allgemeinen Zeitschrift für Psychiatrie". 1899 war er Gründungsmitglied des Vereins norddeutscher Irrenärzte.
Im Rostocker Ortsteil Gehlsdorf wurde 1999 eine Straße nach ihm benannt.